# 北浜流一郎
北浜 流一郎（きたはま りゅういちろう、本名：福永 爲善、1943年7月20日 - ）は、日本の株式評論家（自称、株式アドバイザー）。
鹿児島県出水郡阿久根町（現・阿久根市）出身。
慶應義塾大学商学部中退後、コピーライター、週刊誌記者、作家業を経て個人投資家向けの株式投資のアドバイスを行っている。
日本ペンクラブ、日本文芸家クラブに所属。

## 人物

### 来歴
ラ・サール高校卒。
慶應義塾大学商学部に入学するが、新聞部の活動と映画鑑賞に明け暮れ、簿記とドイツ語の単位を落とす。当時、学生運動で学内が荒れて講義が殆どなかったこともあり、テレビアニメのシナリオなどを執筆して生活の糧とすることを試みるが、2本執筆した後に大学を中退する。
中退後しばらくは定職に就かなかったが、通信教育等のコピーライターとして再出発を図る。その後、女性週刊誌の記者に転身する。フリーランスとしてタレントの生い立ちといったものから、少女売春、覚醒剤汚染などの硬派な内容まで、様々なテーマを扱う。その時の題材を元に吹上流一郎のペンネームでポルノ小説を執筆し、そのうち数冊がヒットする。中には30万冊売れた文庫本もあり、多額の印税を得る。それを元手に株式投資を始めるが、その殆ど全てを失う。 
これをきっかけに、株式投資家からリスクのない株式評論家へ転身する。ポルノ小説やスタードキュメントなどを執筆する傍ら、雑誌、新聞等の株式欄の執筆も手がけるようになる。最初は『問題実話』、次に『週刊現代』の株式欄を受け持つ。その際、推奨した銘柄が大化けしたために評判となり、各種メディアから株式評論家としての仕事が舞い込むようになる。このため、本格的にポルノ小説から株式に関する著作活動に軸足を移し、2008年までに、『こんな人は株はやめなさい』その他、約120冊を出版している。
また、60歳頃、ホームページ作成ソフトを購入し、独学で北浜流一郎の株リッチ放送局、北浜流一郎の「株で資金倍増、悠々人生を。明日に向かって撃て」、もうかる株の伝道館などを続々と立ち上げ、主張の主たる発信場所をインターネットにも拡大している。
2009年11月4日、横浜市港北区において福永爲善（北浜流一郎）として関東財務局より金融商品取引業者に登録された（関東財務局長（金商）第2272号）。
2010年6月より、有料メルマガ配信サービス「foomii」より、有料メルマガ「北浜流一郎の逆転投資術！金泉銘柄で道は開らける」を配信している。

### 立場
北浜自身は株式投資をしない。雑誌に掲載されたインタビューの中でその理由を以下のように述べている。 
- 「株で食べていくことは簡単なことです。しかし私はもっと人と関わって、人の役に立っていくことを生きがいにして人生を送りたい」
- 「株を持つ、その時点で完全にポジショントークになってしまう。考えないつもりでも相場はこうあってほしいと思ってしまう。そうなると個人投資家にとって本当に正しい相場観を示すことができなくなってしまうのです」

### 趣味・嗜好
好きな歌手は「青江三奈」「水森かおり」であることを公言し、仕事中も聴くことがある。また、ザラ場中には、再放送の韓国ドラマや中国ドラマならびにワイドショーなどをテレビで視聴していることも公言した。
また、飼っていたスピッツを絞め殺すといった意外な一面もある。( 夕焼けマーケッツ 投資って楽しいねっ！ 2011.2.16放送 )

## 評価
- ネット上には北浜が買い推奨すれば売り、売り推奨すれば買いという「北浜指標」という言葉がある。
- 2004年9月からライブドアのブログをはじめる。
- 北浜自身のブログ、北浜流一郎の「株で資金倍増、悠々人生を。明日に向かって撃て」では、2008年には東京市場は歴史的な黄金波動のうねりの中にあるとしていたが、それが具体的に何を意味するか説明をしていなかった。また、2007年6月4日には、ヤマカンで予想していることを同上のブログで明らかにした。
- 同上のブログでは、「東京株式市場、今日は次のようになりそうだ」という「朝刊」を掲載しているが、その多くは市場が開いた後のものであり、予想というよりも実況ではないか、と指摘されている。
- 北浜が記事を執筆する夕刊紙等に「兜町の当たり屋」等の肩書きで登場することがある。
- 北浜は、自身が買い推奨した銘柄は得てして値動きの大きいものであり、少しでも上昇した場合には、「私が推奨したからだ」「以前から注目していた」などという言動をとることがままある。また、買い推奨した株の株価が上昇した際に「理由は分かりませんけどね」と公言したことがある。
- NYダウとナスダック指数の騰落率の平均値に、前日の日経平均値をかけた値を当日の予想値として計算し、その式を「私の計算式」と自身のブログで紹介した（この計算式は「高度な計算式」と呼ばれている）。
- TOPIX（東証株価指数）の単位を「～円」(正しくは「～ポイント」)、と発言したり、銘柄分析の基本であるPER（株価収益率）の単位を「～％」(正しくは「～倍」）と発言したことがある。
- 2008年8月前後、投資雑誌ZAIの資産運用レースに参加したが、カブドットコムの編集部に「ここで-6万円！？親子で反省すべきや。それも株式アドバイザーがついていながら・・・。」と評された。
- ストップ安でそれよりも株価が下落しない銘柄を取り上げ、「直近の安値を割り込んでいないので、これはしっかり押さえておきたいですね。」という内容を2008年9月16日に北浜流一郎の「株で資金倍増、悠々人生を。明日に向かって撃て」でアドバイスした。
- 吹上流一郎として展開しているアフィリエイト商材紹介ノウハウブログインターネット資産化初心者入門教室にて、「タレント関連本の執筆から完全に引退した」と2008年9月18日に述べた。
- もうかる株の伝道館において、DVD・VHSブックを発刊しているが、特定商取引法に定められている連絡先の電話番号を掲載していない。

## 活動状況

### ラジオ番組
- ファイナンシャルBOX（ラジオNIKKEI 水曜16:00-17:00）

2009年3月25日（水曜日）の放送を以って終了。4月2日以降、他の曜日（月、火、木、金）は同年6月末まで放送継続。
- 資産倍増計画！北浜流一郎の株式宅配便（ラジオNIKKEI 月曜16:40-17:00）

2009年10月5日～
- 夕焼けマーケッツ 投資って楽しいねっ!（ラジオNIKKEI 隔週水曜16:00～16:45）

2010年10月20日～2013年3月27日
- 北浜流一郎・菊川弘之の朝イチ投資大学（ラジオNIKKEI 土曜7:45～8:15）

？～2008年6月28日
- とれたて！かぶスタ（ラジオNIKKEI 火曜12:00～12:15）

？～2008年9月30日
- みんなでシッカリ財形ライフ！（ラジオNIKKEI 火曜15:10～16:00） - 杉村富生と交互出演

2011年4月21日～2012年9月25日

### 新聞・雑誌・週刊誌等
夕刊フジ（毎週金曜掲載）、日本証券新聞（隔週金曜掲載）、投資レーダー、マネージャパン、マネープラス、日経マネー。

### 講演
証券スクール・オブ・ビジネス（毎月第一土曜日）

## 主な著書

### 北浜流一郎名義
- 『北浜流一郎の「シンプル投資術」』/2007年
- 『北浜先生♪デイトレ こう売買すれば儲かりますよ』/アスカビジネス/2005年
- 『図解 株のいろは』/PHP研究所/2006年
- 『北浜流一郎の株利食いA級テクニック』/アスカビジネス/2002年
- 『こんな人は株はやめなさい』/アスカビジネス/2001年
- 『北浜流一郎の日本株「底入れ」宣言』/徳間書店/2001年
- 『北浜流一郎の経済オンチでもわかる株式教室』/実業之日本社/2000年
- 『最悪期脱した日本株復活相場のゆくえと有望銘柄』（CD）/アートデイズ/2009年
- 『鳩山政権で株はどうなる？』（CD）/アートデイズ/2009年

## 関連キーワード
- 曲がり屋